# Freyella drygalskii
Freyella drygalskii är en sjöstjärneart som beskrevs av Döderlein 1927. Freyella drygalskii ingår i släktet Freyella och familjen Freyellidae. Inga underarter finns listade i Catalogue of Life.